# 270 Anahita
270 Anahita (mednarodno ime je tudi 270 Anahita) je asteroid S v glavnem asteroidnem pasu. 

## Odkritje
Asteroid je odkril nemško-ameriški astronom Christian Heinrich Friedrich Peters (1813 – 1890) 8. oktobra 1887 .  
Imenuje se po Anahiti, perzijski boginji voda in rodnosti.

## Lastnosti
Asteroid Anahita obkroži Sonce v 3,26 letih. Njegova tirnica ima izsrednost 0,151, nagnjena pa je za 2,365° proti ekliptiki. Njegov premer je 50,78 km, okoli svoje osi se zavrti v 15,06 h .